# Tian Liang
Tian Liang (pinyin:Tián Liàng), född 27 augusti 1979 i Chongqing, är en före detta kinesisk simhoppare och tvåfaldig olympisk guldmedaljör.
Den 25 mars 2007 drog han sig tillbaka från simhoppandet. Han är numer skådespelare.

### Fotnoter
1. ↑  ”Tian Liang Bio, Stats, and Results - Olympics at Sports.reference.com”. sportsreference.com. Sportsreference. Arkiverad från originalet den 20 november 2008. https://web.archive.org/web/20081120040123/http://sports-reference.com/olympics/athletes/ti/tian-liang-1.html. Läst 2 november 2015.
2. ↑  ”Liang Tian - Biography - IMDb”. imdb.com. IMDB. http://www.imdb.com/name/nm3588409/bio?ref_=nm_ov_bio_sm. Läst 2 november 2015.